# European Space Tracking

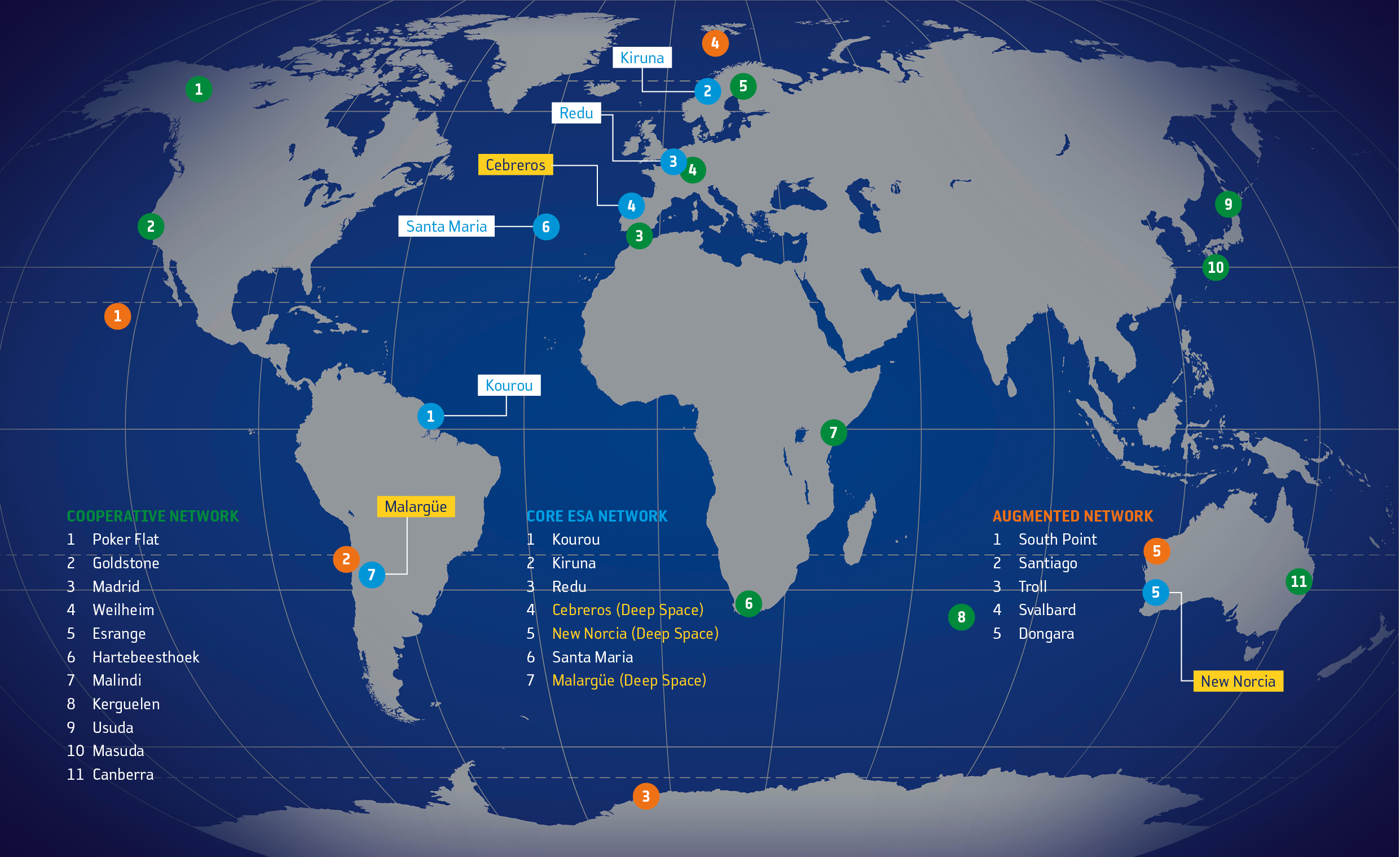
Locaties van de door ESTRACK gebruikte grondstations. Grondstations die eigendom zijn van ESA in blauw

Onder de naam ESTRACK (European Space Tracking) exploiteert het European Space Agency (ESA) een netwerk van grondstations die worden gebruikt om te communiceren met kunstmatige satellieten en ruimtesondes en om raketlanceringen te ondersteunen. De wereldwijde verspreiding van de stations zorgt ervoor dat een ruimtevaartuig altijd radiocommunicatie tot stand kan brengen met minimaal één station. Drie stations bevinden zich in Europa, één in Australië, twee op het Zuid-Amerikaanse continent en één in het midden van de Atlantische Oceaan.
Onder de missies die via ESTRACK aangestuurd worden of werden bevinden zich onder andere Ruimtetelescoop Herschel, Planck Observatory, Venus Express, Mars Express, ExoMars, Rosetta, Gaia, BepiColombo, LISA Pathfinder, Solar Orbiter, Euclid, JUICE, Aditya-L1 naast talrijke wetenschappelijke satellieten.
ESTRACK verzorgt communicatie voor zowel Deep Space (zoals NASA Deep Space Network, Chinese Deep Space Network, Russian Deep Space Network, Usuda Deep Space Center in Japan, en het Indian Deep Space Network) alsook voor Cislunar Space (van aarde tot de maan).